# Biblioteca Civica Internazionale
La biblioteca civica internazionale è la principale biblioteca civica situata nel comune di Bordighera, in via Romana, in provincia di Imperia.

## Storia

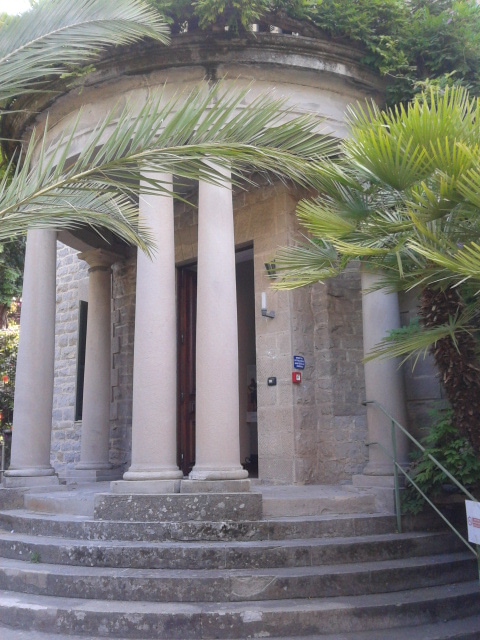
Biblioteca civica internazionale, entrata

La prima biblioteca di Bordighera fu fondata nel 1880 da residenti inglesi e si trovava presso la chiesa anglicana della città.
Nel 1910 la comunità inglese decise di costruire un edificio apposito che potesse accogliere un numero sempre crescente di volumi. Dopo la raccolta dei fondi, promossa da Clarence Bicknell, si decise di costruire il nuovo edificio sulla via Romana. Si tratta di un bel fabbricato in pietra costruito in stile vittoriano. All'esterno la facciata è ingentilita da un pronao semicircolare, sostenuto da sei colonne, e reso ancora più bello dalla presenza di un glicine ormai centenario.
Dopo la seconda guerra mondiale, la biblioteca fu acquisita dal comune di Bordighera e restaurata nel 1985 dall'architetto genovese Gianfranco Franchini, particolarmente conosciuto per aver lavorato con Renzo Piano al Centre Pompidou di Parigi.
La biblioteca gode dell'appellativo di "Internazionale" perché possiede una collezione di circa 40.000 volumi in italiano, 20.000 in inglese, 6.000 in francese e 3.000 in tedesco. La biblioteca possiede anche una collezione di circa 950 foto antiche digitalizzate, della Bordighera vittoriana.